# Hans Deutschmann
Hans Deutschmann (* 19. September 1911 in Kuchelberg, Landkreis Liegnitz, Provinz Schlesien; † 11. April 1942 in Rennes) war ein deutscher Segelflugpionier, Testpilot, Diplom-Ingenieur und Träger des Silbernen Segelflugabzeichens Nr. 30.

## Biografie
Hans Deutschmann war der Sohn des Dorfschullehrers August Deutschmann, der 1925 nach Grunau im Riesengebirge versetzt wurde. Der Gymnasiast Hans Deutschmann verfolgte den Aufbau der Segelflugschule Grunau (ab 1923) mit großem Interesse und ließ sich von der Flugbegeisterung dieser Zeit mitreißen. In Grunau hatten drei schwäbische Segelflugpioniere großartige Arbeit geleistet: Die Konstrukteure Espenlaub und Schneider (Grunau Baby) und der bekannte Wolf Hirth, der, nachdem er über New York segelte, 1931 die Segelflugschule Grunau übernahm und zum führenden deutschen Segelflug-Schulungszentrum ausbaute.
Hans Deutschmann verbrachte seine Freizeit meist auf dem „Fliegerberg“ seines Heimatdorfes und wurde bereits in jungen Jahren selbst begeisterter Segelflieger. Noch ehe Wolf Hirth in Grunau eintraf, den er später sehr verehrte, legte Hans Deutschmann die Segelflieger-C-Prüfung ab. Sein Reifezeugnis vom Humanistischen Gymnasium Hirschberg enthielt einen entsprechenden Vermerk. Glänzende Noten in den naturwissenschaftlichen Fächern, aber auch sein Spezialgebiet „Technik“ im Fach Griechisch legen ein Studium an der TH Breslau nahe, das er zum WS 1930/31 aufnahm (Aerodynamik). Das Segelfliegen wurde neben dem Studium weiter betrieben. 1931–1933 beteiligte er sich am Rhönwettbewerb. Spektakuläres Ende seiner Rhönabenteuer: Am 13. August 1933 geriet er mit der „Schlesien in Not“ in eine Gewitterfront, die sein Flugzeug bersten ließ und ihn herausschleuderte, was er aber leichtverletzt überstand
Am 10. März 1933 machte Hans Deutschmann eine für den Segelflug wie auch für die Meteorologie bedeutsame Entdeckung: Mit einem Grunau-Baby I an der Nordseite des Riesengebirges in Schlesien fliegend, wurde er unerwartet durch starke Aufwinde in eine Höhe von 3000 bis 4000 m getragen. Ungesicherte Deutungen des Ereignisses wurden durch spätere wissenschaftliche Untersuchungen, vor allem durch Joachim Kuettner, bestätigt, dass es sich hier atmosphärische Schwerewellen (Leewellen) handelte. In den dreißiger Jahren gelang es dann auch, geheimnisumwitterte Wolkengebilde wie das Moazagotl zu erklären. Als stationäre Lentikulariswolke über einem Schwerewellen-Berg wird sie seitdem von Segelfliegern in aller Welt angeflogen und ist der Garant für große Höhen und Weiten.
In der Folgezeit wandte sich Hans Deutschmann dem Motorflug zu. Auch hier wollte er Neuland betreten und stellte sich Alexander Lippisch als Testpilot zur Verfügung. Mit dem experimentellen Nurflügel „Delta I“ verunglückte er auf der Rhön im September 1933 schwer und lag bis Ostern 1934 in einer Fuldaer Klinik. Kaum genesen, erwarb er im Juli 1934 die Silber-C-Abzeichen im Segelflug, es war die 30. Verleihung im Deutschen Reich.
Ab 1935 widmete sich Deutschmann wieder mehr seinem Studium in Breslau. Weil er das Fliegen nicht ganz lassen konnte, betätigte er sich als Wetterflieger und wurde Segelflugreferent für Niederschlesien. 1937 schon Zweitplatzierter beim Deutschlandflug, gewann er diesen ein Jahr später mit dem Stieglitz-Verband (Fw 44) der Fliegerschule Breslau. Über 400 Flugzeuge beteiligen sich 1938 an dieser großen flugsportlichen Veranstaltung. Der für 1939 vorgesehene Deutschlandflug fand kriegsbedingt nicht mehr statt.
Mit einer Arbeit über den schwanzlosen Motorflug beendete Deutschmann sein Studium im Frühjahr 1939 und arbeitete anschließend als Testpilot bei verschiedenen Flugzeugherstellern, z. B. Heinkel in Rostock. Seit 1938 verheiratet, fand er eine Anstellung als Fliegerhauptingenieur bei der Erprobungsstelle Rechlin der nationalsozialistischen Luftwaffe. Da die Erprobung von Neuentwicklungen deutscher Flugzeughersteller und später auch von Beuteflugzeugen strenger Geheimhaltung unterlag, ist über die dortige Arbeit wenig bekannt geworden. Flugberichte aus Rechlin belegen jedoch, dass Deutschmann an zukunftsweisenden Konstruktionen mitgewirkt hat. So hat er am 22. September 1940 als Pilot einer Heinkel He 111 dem ersten zweimotorigen Strahlflugzeug der Welt – die He 280 besaß noch keine Triebwerke – per Schlepp zum Erstflug verholfen.
Weshalb Deutschmann als 2. Flugzeugführer in einer  Fw 200 „Condor“ am 10. April 1942 an einem Einsatz des Kampfgeschwaders 40 teilnahm, ist unbekannt. Das Flugzeug sollte bewaffnete Aufklärung an der spanisch-portugiesischen Küste betreiben. In den frühen Morgenstunden des 11. April 1942 wurde das Flugzeug nach der Rückkehr zum Einsatzflughafen Rennes/Nordfrankreich beim Einschweben zur Landung durch Bodenberührung zerstört. Von der siebenköpfigen Besatzung überlebten nur drei Mann, Deutschmann war unter den vier Toten. Posthum wurde noch zum Fliegerstabsingenieur befördert.